# Amphinemura nanlingensis
Amphinemura nanlingensis is een steenvlieg uit de familie beeksteenvliegen (Nemouridae). De wetenschappelijke naam van de soort is voor het eerst geldig gepubliceerd in 2005 door Yang, Li & Sivec.